# Diocesi di Arsinoe di Cipro
La diocesi di Arsinoe (in latino: Dioecesis Arsinoensis in Cypro) è una sede soppressa e sede titolare della Chiesa cattolica.

## Storia
Arsinoe, sulla costa occidentale dell'isola di Cipro, è un'antica sede episcopale cipriota, suffraganea dell'arcidiocesi di Salamina; oggi sussiste come corespicopato della Chiesa autocefala di Cipro.
Di questa diocesi è noto un solo vescovo nel primo millennio, Prosechio, che si fece rappresentare al concilio di Calcedonia del 451 da Sotero di Teodosiana. Quando l'isola fu conquistata dagli eserciti crociati alla fine del XII secolo, fu istituita la gerarchia di rito latino con il beneplacito di papa Celestino III. Arsinoe tuttavia non fu compresa tra le diocesi latine e venne soppressa (1222). Nel 2007 è stato istituito il corespicopato greco.
Dal 1933 Arsinoe è annoverata tra le sedi vescovili titolari della Chiesa cattolica; la sede è vacante dal 26 giugno 2012.

## Cronotassi dei vescovi greci
- Prosechio † (menzionato nel 451)

## Cronotassi dei vescovi titolari
- Raphael Tuki † (22 gennaio 1763 - ?)
- José Luis Cárcamo y Rodríguez † (6 marzo 1871 - 6 agosto 1875 succeduto vescovo di San Salvador)
- Wilhelmus Joannes (Guillaume Jean) Demarteau, M.S.F. † (6 gennaio 1954 - 3 gennaio 1961 nominato vescovo di Bandjarmasin)
- Angelo Cuniberti, I.M.C. † (18 aprile 1961 - 26 giugno 2012 deceduto)